# Naisten I-divisioona 2020
La Naisten I-divisioona 2020 è la 12ª edizione del campionato di football americano di secondo livello femminile, organizzato dalla SAJL.

## Squadre partecipanti
| Club                     | Città       | Stadio | Sponsor ufficiale | Risultato nella stagione 2019 |
| ------------------------ | ----------- | ------ | ----------------- | ----------------------------- |
| Hämeenlinna Tigers       | Hämeenlinna |        |                   |                               |
| Helsinki Wolverines Blue | Helsinki    |        |                   |                               |
| Kotka Eagles             | Kotka       |        |                   |                               |
| Lohja Lionesses          | Lohja       |        |                   |                               |
| Mikkeli Bouncers         | Mikkeli     |        |                   |                               |
| Oulu Northern Lights     | Oulu        |        |                   |                               |
| Seinäjoki Crocodiles     | Seinäjoki   |        |                   |                               |

## Stagione regolare

### Calendario

#### 1ª giornata
| Oulu 25 luglio 2020, ore 13:00 | Oulu Northern Lights | 14 – 22 | Kotka Eagles | Castrenin urheilukeskus |

| Mikkeli 25 luglio 2020, ore 14:00 | Mikkeli Bouncers | 36 – 12 (0-0 8-6 20-6 8-0) referto | Seinäjoki Crocodiles | Urpolan tekonurmi (50 spett.)\| Arbitro: \| J. Mustikkamaa \| |
| Arbitro:                          | J. Mustikkamaa   |                                    |                      |                                                               |

| Hämeenlinna 26 luglio 2020, ore 14:00 | Hämeenlinna Tigers | 51 – 0 (30-0 8-0 13-0 0-0) referto | Helsinki Wolverines Blue | Meijerin kenttä (170 spett.)\| Arbitro: \| T. Lindroos \| |
| Arbitro:                              | T. Lindroos        |                                    |                          |                                                           |

#### 2ª giornata
| Lohja 2 agosto 2020, ore 13:00 | Lohja Lionesses | 8 – 30 (0-8 8-14 0-8 0-0) referto | Hämeenlinna Tigers | Harjun nurmikenttä (140 spett.)\| Arbitro: \| T. Lindroos \| |
| Arbitro:                       | T. Lindroos     |                                   |                    |                                                              |

| Seinäjoki 2 agosto 2020, ore 14:00 | Seinäjoki Crocodiles | 6 – 30 (0-0 0-8 0-14 6-8) referto | Oulu Northern Lights | Jouppilanvuoren tekonurmi (60 spett.)\| Arbitro: \| J. Mustikkamaa \| |
| Arbitro:                           | J. Mustikkamaa       |                                   |                      |                                                                       |

| Kotka 2 agosto 2020, ore 15:00 | Kotka Eagles | 26 – 30 | Mikkeli Bouncers | Puistolan kenttä |

#### 3ª giornata
| Kotka 7 agosto 2020, ore 18:30 | Kotka Eagles | 58 – 0 | Helsinki Wolverines Blue | Puistolan kenttä |

| Seinäjoki 8 agosto 2020, ore 14:00 | Seinäjoki Crocodiles | 30 – 8 | Lohja Lionesses | Jouppilanvuoren tekonurmi |

| Mikkeli 9 agosto 2020, ore 14:00 | Mikkeli Bouncers | 42 – 0 | Oulu Northern Lights | Urpolan tekonurmi |

#### 4ª giornata
| Lohja 16 agosto 2020, ore 13:00 | Lohja Lionesses | 12 – 28 | Kotka Eagles | Harjun nurmikenttä |

| Hämeenlinna 16 agosto 2020, ore 14:00 | Hämeenlinna Tigers | 16 – 58 | Mikkeli Bouncers | Kauirialan kenttä |

| Helsinki 16 agosto 2020, ore 17:00 | Helsinki Wolverines Blue | 0 – 40 | Seinäjoki Crocodiles | Myllypuron kenttä |

#### 5ª giornata
| Helsinki 20 agosto 2020, ore 18:30 | Helsinki Wolverines Blue | 0 – 46 | Lohja Lionesses | Brahen kenttä |

| Oulu 22 agosto 2020, ore 18:00 | Oulu Northern Lights | 14 – 8 | Hämeenlinna Tigers | Castrenin urheilukeskus |

### Classifica
La classifica della regular season è la seguente:
- PCT = percentuale di vittorie, G = partite giocate, V = partite vinte,  P = partite perse, PF = punti fatti, PS = punti subiti

| Pos. | Squadra                  | PCT   | G | V | N | P | PF  | PS  |
| ---- | ------------------------ | ----- | - | - | - | - | --- | --- |
| 1    | Mikkeli Bouncers         | 1.000 | 4 | 4 | 0 | 0 | 166 | 54  |
| 2    | Kotka Eagles             | .750  | 4 | 3 | 0 | 1 | 134 | 56  |
| 3    | Oulu Northern Lights     | .500  | 4 | 2 | 0 | 2 | 58  | 78  |
| 4    | Seinäjoki Crocodiles     | .500  | 4 | 2 | 0 | 2 | 88  | 74  |
| 5    | Hämeenlinna Tigers       | .500  | 4 | 2 | 0 | 2 | 105 | 80  |
| 6    | Lohja Lionesses          | .250  | 4 | 1 | 0 | 3 | 74  | 88  |
| 7    | Helsinki Wolverines Blue | .000  | 4 | 0 | 0 | 4 | 0   | 195 |

## Playoff

### Tabellone
|  | Semifinali | Semifinali           | Semifinali |              |   | Finale           | Finale | Finale |  |
|  |            |                      |            |              |   |                  |        |        |  |
|  | 1          | Mikkeli Bouncers     | 36         |              |   |                  |        |        |  |
|  | 1          | Mikkeli Bouncers     | 36         |              |   |                  |        |        |  |
|  | 4          | Seinäjoki Crocodiles | 0          |              |   |                  |        |        |  |
|  | 4          | Seinäjoki Crocodiles | 0          |              | 1 | Mikkeli Bouncers | 28     |        |  |
|  |            |                      |            |              | 1 | Mikkeli Bouncers | 28     |        |  |
|  |            |                      | 2          | Kotka Eagles | 8 |                  |        |        |  |
|  | 2          | Kotka Eagles         | 2          | Kotka Eagles | 8 | 44               |        |        |  |
|  | 2          | Kotka Eagles         |            |              |   |                  |        |        |  |
|  | 3          | Oulu Northern Lights | 24         |              |   |                  |        |        |  |

### Semifinale
| Mikkeli 29 agosto 2020, ore 12:00 | Mikkeli Bouncers | 36 – 0 | Seinäjoki Crocodiles | Urpolan tekonurmi |

| Kotka 29 agosto 2020, ore 12:00 | Kotka Eagles | 44 – 24 | Oulu Northern Lights | Puistolan kenttä |

### XII Finale Naisten I-divisioona
| Mikkeli 6 settembre 2020, ore 14:00 | Mikkeli Bouncers | 28 – 8 | Kotka Eagles | Urpolan tekonurmi |

## Verdetti
- Mikkeli Bouncers Vincitrici della Naisten I-divisioona 2020